# Marat Izmajłow
Marat Nailewicz Izmajłow (ros. Марат Наилевич Измайлов, ur. 21 września 1982 w Moskwie) – piłkarz rosyjski, grający na pozycji ofensywnego pomocnika lub skrzydłowego, reprezentant kraju. Z Lokomotiwem Moskwa dwukrotnie był mistrzem Rosji w latach 2002 i 2004, a w 2001 i 2007 wywalczył Puchar Rosji.
Wraz z reprezentacją uczestniczył w MŚ 2002 w Korei Południowej i Japonii oraz w Mistrzostwach Europy w Portugalii.